# Nichols Canyon
Nichols Canyon é uma área na Hollywood Hills em Los Angeles, Califórnia. Ela começa em Hollywood Blvd ao sul e segue ao norte até a Mulholland Drive. Nichols Canyon tem duas grandes quedas de água com cerca de 100 metros de altura. A Natureza ainda perservada de Nichols Canyon atrai coyotes, rãs, veados, raccoons, skunks, coelhos e outros animais selvagens. Hawks são muitas vezes visto a circundar a área. Local escolhido para residência de várias celebridades, Nichols Canyon é um local favorito para fazer jogging e ciclismo. 
Nichols Canyon foi nomeado em homenagem a John G. Nichols, que serviu como prefeito de Los Angeles, entre 1852 e 1853 e, novamente, entre 1856 a 1859. Ele era um homem de negócios e um construtor que viveu na primeira casa de Los Angeles a ser construída em tijolo e foi o primeiro prefeito a expandir a cidade. Em 1851, o seu filho, John Gregg Nichols, foi o primeiro anglo-americano a nascer na cidade. 
As primeiras casas da cidade já quase não existem; apenas algumas ainda mantém o seu traço original. 
Da época mais recente, um dos mais bizzaros residentes de Nichols Canyon foi Pai Yod, um ex-marinheiro, que fundou um restaurante em 1970. Ele viveu com cerca de cem pessoas numa casa com apenas três quartos. 
O artista britânico David Hockney foi um residente de Hollywood Hills, perto do topo de Canyon Nichols. Ele criou uma pintura acrílica sobre tela (213,3 x 152,4 cm ou 84 "x 60" polegadas) chamado Canyon Nichols em 1980.. As cores brilhantes, representando a estrada sinuosa e a paisagem de Hollywood Hills, em finais dos anos 70 no século XX.  
Dan Aykroyd, Mama Cass, John Cassavetes, Gower Champion, Marge Champion Joe Cocker, Kevin Costner, Wes Craven, Ellen DeGeneres, Janice Dickinson, Richard Dreyfuss, Bud Ekins, Ava Gardner, Betty Garrett, George Harrison, Robert Hays, Rob Lowe, Melissa Mathison, Mateus McConnaughey, Steve McQueen, Alex Murray, Ricky Nelson, Larry Parks, Anthony Perkins, Julia Roberts, Henry Rollins, Melody Rogers, Telly Savalas, Ryan Seacrest, Doc Severinsen, Pauley Shore, Frank Sinatra, Ringo Starr, Kiefer Sutherland, Rudy Vallee, Cindy Williams, Guy Williams, Bruce Willis, Frank Zappa, Renée Zellweger, e Ian Ziering são apenas algumas celebridades na indústria da música e do cinema que viveram e trabalharam em Nichols Canyon, ao longo dos anos. Vários filmes foram filmados em Nichols Canyon, incluindo Lethal Weapon II, Unknown World, Laurel Canyon e The Limey. É também um local favorito para a filmagem de spots publicitários. Muitos autores como David Freeman, Jackie Collins, Michael Connelly, Harley Jane Kozak, Carol Wolper e Robert Crais tem utilizado Nichols Canyon para residência ou para trabalhar. Buddy Miles escreveu uma música chamada Nichols Canyon Fuunk. Mais recentemente Nichols Canyon foi identificada como local onde vivia um personagem vítima de assassinato, da série televisiva The Closer.